# Mark van der Zijden
Mark van der Zijden (22 ottobre 1973) è un ex nuotatore olandese.

## Carriera
Ha fatto parte, anche se solo in batteria, della staffetta 4x200m stile libero che ha vinto la medaglia di bronzo alle Olimpiadi di Sydney 2000.

## Palmarès
- Giochi olimpici

Sydney 2000: bronzo nella 4x200m stile libero.
- Mondiali

Perth 1998: argento nella 4x200m stile libero.
- Europei

Siviglia 1997: argento nella 4x200m stile libero.
Helsinki 2000: bronzo nella 4x200m stile libero.